# Billy Talent (album)
Billy Talent is het tweede album van de Canadese punkband Billy Talent. Hiervoor, in 1998, heeft de band het album Watoosh! uitgebracht onder de naam "Pezz". Het album is drie keer platina geworden in Canada in 2007. Het album is opgenomen bij The Factory in Vancouver.

## Prijzen
- 2004 Casby Awards: Favorite New Album
- 2005 Juno Awards: Group Of The Year, Best Album Of The Year

## Tracklist
1. "This is How it Goes" – 3:27
2. "Living in the Shadows" – 3:15
3. "Try Honesty" – 4:14
4. "Line & Sinker" – 3:37
5. "Lies" – 2:58
6. "The Ex" – 2:40
7. "River Below" – 3:00
8. "Standing in the Rain" – 3:20
9. "Cut the Curtains" – 3:50
10. "Prisoners of Today" – 3:53
11. "Nothing to Lose" – 3:38
12. "Voices of Violence" – 3:10

- Het nummer "Line & Sinker" is te horen in de skateboard-film Grind en staat tevens op de soundtrack van deze film.
- "Line & Sinker" is ook te horen als tune van de Game Kings-reclame op TMF.

## Bandleden
- Ian D'Sa - gitaar, zang
- Jonathan Gallant - basgitaar, zang
- Aaron Solowoniuk - drums
- Benjamin Kowalewicz - zang